# Peter Young
Pour les articles homonymes, voir Young.
Peter Young est un chef décorateur et un directeur artistique britannique.

## Biographie
Après des études en arts graphiques et en design, Peter Young entre comme assistant au BBC Television Centre (en). Ses débuts dans l'industrie cinématographique se font avec le film Performance.
Il participe occasionnellement aux cours dispensés par Film Design International, une école de design britannique basée aux studios de Pinewood.

## Filmographie (sélection)
- 1970 : Performance de Donald Cammell et Nicolas Roeg
- 1970 : Léo le dernier (Leo the Last) de John Boorman
- 1979 : Le Casse de Berkeley Square (A Nightingale Sang in Berkeley Square) de Ralph Thomas
- 1979 : Dracula de John Badham
- 1980 : Superman 2 (Superman II : The Adventure Continues) de Richard Lester
- 1982 : Travail au noir (Moonlighting) de Jerzy Skolimowski
- 1982 : Dark Crystal (The Dark Crystal) de Jim Henson et Frank Oz
- 1983 : Superman 3 de Richard Lester
- 1984 : Supergirl de Jeannot Szwarc
- 1989 : Batman de Tim Burton
- 1995 : Judge Dredd de Danny Cannon
- 1997 : Demain ne meurt jamais (Tomorrow Never Dies) de Roger Spottiswoode
- 1997 : Le Saint (The Saint) de Phillip Noyce
- 1999 : Sleepy Hollow : La Légende du cavalier sans tête (Sleepy Hollow) de Tim Burton
- 2001 : La Planète des singes (Planet of the Apes) de Tim Burton
- 2001 : Le Retour de la momie (The Mummy Returns) de Stephen Sommers
- 2004 : Troie (Troy) de Wolfgang Petersen
- 2005 : Charlie et la Chocolaterie (Charlie and the Chocolate Factory) de Tim Burton
- 2010 : Alice au pays des merveilles (Alice in Wonderland) de Tim Burton

## Distinctions

### Récompenses
- Oscar des meilleurs décors
  - en 1990 pour Batman
  - en 2000 pour Sleepy Hollow